# Coupe de Roumanie masculine de handball
La Coupe de Roumanie masculine de handball (en roumain : Cupa României), est une compétition à élimination directe de handball en Roumanie créée en 1977 et organisée par la Fédération roumaine de handball (FRH).
Vainqueur de sa neuvième coupe en 2025, le Dinamo Bucarest rejoint au palmarès le Steaua Bucarest.

## Palmarès
Le palmarès est :
| Année       | Club                  |
| ----------- | --------------------- |
| 1978        | HC Minaur Baia Mare   |
| 1979        | Dinamo Bucarest       |
| 1980        | Non disputée          |
| 1981        | Steaua Bucarest       |
| 1982        | Dinamo Bucarest       |
| 1983        | HC Minaur Baia Mare   |
| 1984        | HC Minaur Baia Mare   |
| 1985        | Steaua Bucarest       |
| 1986        | Politehnica Timișoara |
| 1987        | Non disputée          |
| 1988        | Dinamo Bucarest       |
| 1989        | HC Minaur Baia Mare   |
| 1990        | Steaua Bucarest       |
| 1991        | Universitatea Craiova |
| 1992 à 1996 | Non disputée          |
| 1997        | Steaua Bucarest       |
| 1998        | Non disputée          |
| 1999        | HC Minaur Baia Mare   |
| 2000        | Steaua Bucarest       |
| 2001        | Steaua Bucarest       |
| 2002        | Fibrexnylon Săvinești |
| 2003        | Fibrexnylon Săvinești |

| Année | Club                   |
| ----- | ---------------------- |
| 2004  | Fibrexnylon Săvinești  |
| 2005  | Non disputée           |
| 2006  | HCM Constanța          |
| 2007  | Steaua Bucarest        |
| 2008  | Steaua Bucarest        |
| 2009  | Steaua Bucarest        |
| 2010  | CS UCM Reșița          |
| 2011  | HCM Constanța          |
| 2012  | HCM Constanța          |
| 2013  | HCM Constanța          |
| 2014  | HCM Constanța          |
| 2015  | HC Minaur Baia Mare    |
| 2016  | CSM Bucarest           |
| 2017  | Dinamo Bucarest        |
| 2018  | Dobrogea Sud Constanța |
| 2019  | Politehnica Timișoara  |
| 2020  | Dinamo Bucarest        |
| 2021  | Dinamo Bucarest        |
| 2022  | Dinamo Bucarest        |
| 2023  | CSM Constanța          |
| 2024  | Dinamo Bucarest        |
| 2025  | Dinamo Bucarest        |

## Bilan par club
| Rang  | Club                  | Titres  | Années                                               |
| ----- | --------------------- | ------- | ---------------------------------------------------- |
| 1     | Steaua Bucarest       | 9       | 1981, 1985, 1990, 1997, 2000, 2001, 2007, 2008, 2009 |
| 1     | Dinamo Bucarest       | 9       | 1979, 1982, 1988, 2017, 2020, 2021, 2022, 2024, 2025 |
| 3     | CSM Constanța         | 7       | 2006, 2011, 2012, 2013, 2014, 2018, 2023             |
| 4     | HC Minaur Baia Mare   | 6       | 1978, 1983, 1984, 1989, 1999, 2015                   |
| 5     | Fibrexnylon Săvineşti | 3       | 2002, 2003, 2004                                     |
| 6     | Politehnica Timișoara | 2       | 1986, 2019                                           |
| 7     | Universitatea Craiova | 1       | 1991                                                 |
| 7     | CS UCM Reșița         | 1       | 2010                                                 |
| 7     | CSM Bucarest          | 1       | 2016                                                 |
| -     | Non disputée          | 9       | 1980, 1987, 1992, 1993, 1994, 1995, 1996, 1998, 2005 |
| Bilan | Bilan                 | 39 (+9) | 1978-2025                                            |